# Jean Tshisekedi Kabasele
Jean Tshisekedi Kabasele est un homme politique et administrateur congolais, élu sénateur de la République démocratique du Congo lors de la 4e législature. Il est originaire du Kasaï Central et possède une expérience notable dans le domaine de l’éducation et de l’administration publique.

## Biographie
Jean Tshisekedi Kabasele est né dans la province du Kasaï Central en République démocratique du Congo. Après des études supérieures, il s’est engagé dans le secteur éducatif et l’administration publique avant d’entamer une carrière politique.

### Activités politiques
En tant que sénateur, Jean Tshisekedi Kabasele participe activement aux travaux législatifs et mène des actions de proximité. En décembre 2024, il a effectué une tournée dans le Kasaï Central lors de ses vacances parlementaires, visitant les localités de Lukonga et Kamilabi. Cette tournée visait à mobiliser la population en vue de la visite du président Félix Tshisekedi et à sensibiliser sur une révision constitutionnelle.

### Engagement dans l’éducation
Avant son élection au Sénat, Jean Tshisekedi Kabasele a été Directeur de la province éducationnelle du Kongo Central 2. Il a notamment collaboré à la mise en œuvre de la politique de gratuité de l’enseignement primaire. Il a également été désigné meilleur Proved de l’année scolaire 2021-2022 pour ses réalisations dans le secteur éducatif.

### Engagement électoral
Jean Tshisekedi Kabasele a été formateur provincial pour la CENI, contribuant au renforcement des capacités électorales en RDC.